# SyncSound
Der Begriff SyncSound beschreibt bei Filmkameras die Eignung für die Nutzung des Originaltons.
Hintergrund: Ältere oder billigere Filmkameras sind so laut, dass der Originalton nicht genutzt werden kann, sodass Geräusche und Gespräche in einem Tonstudio synchron zu dem Film zugespielt werden müssen. Diese Produktionsweise war bei Spielfilmen vor 1980 üblich.
Für SyncSound müssen die Kameras studioleise (Geräusch kleiner als 24 dB) laufen. Dieses wird durch einen in die Kamera integrierten Schallschutz (im Fachjargon Blimp genannt) erreicht. Seit Anfang der 1970er Jahre wurden sogenannte selbstgeblimpte Kameras angeboten. Deren größte Bildfrequenz (für Zeitlupe) beträgt 60 bis 70 Bilder pro Sekunde. Führende Anbieter waren Panavision und Arnold & Richter Cine Technik (Arri).
Arri bezeichnet diese Typen als ArriCam-Serie. Nochmals unterteilt wird diese Serie in die ArriCam ST (für Studio, schwerer und leiser) und die ArriCam LT (für light, leichter und lauter, für Steadicam geeignet).